# César Mantilla Lautrec
César Mantilla Lautrec (Ceuta, 1902 - Madrid, 13 de juny de 1973) fou un militar espanyol, Capità general de la V Regió Militar i Cap de l'Alt Estat Major de l'Exèrcit de Terra durant el franquisme.
Ingressà a l'exèrcit espanyol en 1917. Va lluitar a la Guerra del Rif. En esclatar la guerra civil espanyola era Cap d'Estat Major de la XI Brigada d'Infanteria, i es va unir als insurrectes. Va ascendir a tinent coronel per mèrits de guerra i a general de brigada en 1956. En 1961 fou ascendit a general de divisió i nomenat Director general d'Organització i Campanya de l'Estat Major de l'Exèrcit. El novembre de 1964 ascendí a tinent general fou nomenat Capità general de la V Regió Militar, càrrec que deixà el juliol de 1965 quan fou nomenat Cap de l'Estat Major de l'Exèrcit de Terra. Abandonà aquest càrrec quan va passar a la reserva el 31 de maig de 1968. Va morir a Madrid el 13 de juny de 1973.